# Trichogramma bruni
Trichogramma bruni är en stekelart som beskrevs av Nagaraja 1983. Trichogramma bruni ingår i släktet Trichogramma och familjen hårstrimsteklar. Inga underarter finns listade i Catalogue of Life.